# Reprezentacja Estonii w hokeju na lodzie kobiet
Reprezentacja Estonii w hokeju na lodzie kobiet – narodowa żeńska reprezentacja tego kraju. Należy do Dywizji Czwartej.

## Starty w Mistrzostwach Świata
- 2007 – 31. miejsce
- 2008 – 31. miejsce

## Starty w Igrzyskach Olimpijskie
- Estonki nigdy nie zakwalifikowały się do Igrzysk Olimpijskich.